# Drubbel
Ein Drubbel ist eine historische ländliche Siedlungsform.

## Beschreibung
Ein Drubbel umfasst zwischen drei und 15 Gehöfte mit ihren zahlreichen Nebengebäuden in lockerer Anordnung und bildet oft den Siedlungskern einer Streusiedlung. Der Begriff ist vor allem in Westfalen gebräuchlich, wo er auch als Straßenbezeichnung in der Altstadt von Münster, nördlich des Prinzipalmarktes, verwendet wird.
Drubbel sind aus Einzel- und Doppelhofsiedlungen durch Hofteilung und Zusiedlung entstanden. Sie sind an einen leicht zu bearbeitenden sandigen Boden mit Eschflur oder (seltener) mit Blockflur gebunden. Im Ravensberger Land gehörte zu einem Drubbel jeweils eine Bauerschaftsglocke.
Verbreitungsgebiet ist vor allem das nordwestdeutsche Altsiedelland, insbesondere westlich der Weser, teilweise auch Mecklenburg-Vorpommern, Bayern, Baden-Württemberg und Rheinland-Pfalz.

## Sprachgeschichte
Druwwel oder Drubbel bedeutet im Niederdeutschen etwas dicht Gedrängtes, eine dichte Zusammenrottung oder eine gedrängte Menschenmenge.
Drubbel gibt es auch als Straßenbezeichnung in der Altstadt von Münster und in Ennigerloh und bezieht sich auf die eng zusammenstehenden Häuser.
Die Äcker der Drubbel liegen im Langstreifengemenge; bei blockartiger Gemengelage der Felder werden die Gehöfte „Weiler“ genannt.
Der Name des Ortes Druffel in Ostwestfalen stammt vom Wort Drubbel ab.